# Pteropus conspicillatus
Espèce
Statut de conservation UICN

 LC  : Préoccupation mineure
Statut CITES
Le renard volant à lunettes (Pteropus conspicillatus) est une espèce de chauve-souris vivant au Queensland en Australie et en Nouvelle-Guinée.

## Description
Il mesure 22 à 25 cm et pèse 400 à 600 g. Il est marron foncé. Il a un anneau de fourrure jaune autour des yeux. Ce pelage se retrouve sur le dos, le cou et les épaules.

## Distribution et habitat
Il vit dans la canopée des forêts tropicales humides, les mangroves, et les forêts de Melaleuca ou d'eucalyptus. On ne connait aucune colonie vivant à plus de 7 km d'une forêt humide.
Fin 2018, une vague de chaleur dans le nord du Queensland a tué plus de 23 000 renards volants à lunettes, soit presque un tiers de leur population australienne totale.